# 丁善璽
丁善璽（1935年5月29日—2009年11月22日），生於山東青島，祖籍江蘇江都，台灣電影導演、編劇。

## 生平
其祖父丁敬臣，為青島市商會會長、大鹽商，在青島當地的煤礦、鹽田、航運等事業，1940年曾幫忙重修青島天后宮。其父丁慰農，生有九個子女。丁善璽為家中長子，企業家丁善理是其弟。
1948年，其父隨中華民國國民政府撤退至台灣，在台中開設鐵工廠。丁善璽在台灣求學，就讀臺中市立臺中第一高級中等學校，畢業於國立藝專影劇編導系。
1963年，丁善璽進入邵氏兄弟公司擔任編劇及副導演，丁善璽在邵氏工作的兩年間，其劇本作品被邵氏公司採用了包括《大醉俠》在內的八部。
1968年，丁善璽以《虎父虎子》開啟了他的導演生涯。他的作品種類十分多元，包括俠義電影、鄉野傳說、文藝片、武俠片、神鬼片等等，且大多自己一手包辦編劇的工作。他為中央電影公司所拍攝的《英烈千秋》、《八百壯士》等片，不但使中央電影公司成為政治宣傳片的龍頭，也讓他自己的電影事業攀上高峰。
丁善璽也是一位多產的導演，對於預算和工作進度的準確控制也使他成為片約不斷的搶手導演。除了為台灣的國際、第一電影公司導戲之外，丁善璽曾先後為香港嘉禾電影、台灣電影文化公司擔任編劇及導演的工作，亦自組過巨人公司。丁善璽近三十年來總共執導過六十九部影片，編寫過三百集電視連續劇劇本，也曾以「爾羊」為筆名寫過小說。前中央電影公司總經理明驥曾評價他是中國「最偉大的導演」

2009年11月22日，丁善璽因肝癌併發肺癌在台北長庚醫院病逝，享年74歲。

2011年，丁善璽獲第48屆金馬獎追贈終身成就紀念獎。

## 代表作品
1971年執導的《落鷹峽》獲第9屆金馬獎最佳導演獎。1973年執導描寫抗日名將張自忠的《英烈千秋》，獲第21屆亞洲影展最佳導演、最佳編劇獎，與第12屆金馬獎最佳發揚民族精神特別獎，也因此開啟了台灣影壇戰爭大片的風潮。1975-1976年執導《八百壯士》，獲第22屆亞洲影展最佳作品獎和第13屆金馬獎最佳發揚民族精神特別獎，并憑藉此片成為華語電影進軍好萊塢的第一人。1981年執導描寫武昌起義的《辛亥雙十》獲第19屆金馬獎最佳劇情片獎。這三部巨片使他獲得了台灣電影史上著名的七、八十年代巨片導演。1974年自編自導的《陰陽界》成為台港鬼片的代表作。

在1994年，丁善璽亦開始為電視劇編寫劇本，首部電視劇編劇作品為中國電視公司八點檔連續劇《楊乃武與小白菜》。丁善璽深情中有諧趣，諧趣中有深情，傳奇中有故事，故事中見傳奇的妙筆，為此劇生色不少，此劇在戲劇深度、廣度及娛樂效果上，是中視兩年來最佳代表作。

1996年為香港無綫電視編劇的《聊齋》，至今仍為人津津樂道。1996年-1997年編劇的《江湖奇俠傳》，更有“神劇”之譽。

## 獎項
- 1971年，《落鷹峽》－第9屆金馬獎優等劇情片、最佳導演獎。
- 《英烈千秋》－中山文藝獎（1974年）
- 《突破國際死亡線》－1976年第11屆金馬獎優等劇情片獎。
- 《英烈千秋》－1975年第22屆亞洲影展最佳導演、最佳編劇獎、1975年第12屆金馬獎最佳發揚民族精神特別獎。
- 《八百壯士》－1976年第13屆金馬獎最佳發揚民族精神特別獎。
- 《八百壯士》－1976年第2屆國家文藝獎
- 《碧血黃花》－1980年第28屆亞洲影展最佳導演獎、第17屆金馬獎優等劇情片獎。
- 《辛亥雙十》－1982年第19屆金馬獎最佳劇情片、亞洲影展最佳場面調度獎。
- 1987年，中國國民黨華夏三等獎章。
- 1994年，中國文藝獎章（電影導演）。
- 第48屆金馬獎終身成就紀念獎。

## 電視劇

### 獨立編劇
- 1994年 中國電視公司《楊乃武与小白菜》（43集）
- 1996年 香港無綫電視《聊齋》（35集）
- 1996年—1997年 民間全民電視公司《江湖奇俠傳》（60集）
- 1999年 《觀世音傳奇—妙善公主》（20集）

### 聯合編劇
- 1997年 神捕（55集）（注：另一署名編劇為郭箏）
- 1994年包青天劫聖旨單元（其他單元由他人編寫）

### 編劇指導
- 1995年秦始皇的情人（40集）

### 劇本原作
- 2009年 精忠岳飛（60集）

## 電影

### 編劇電影作品
1964	《杜十娘怒沉百寶箱》、《觀世音》

1965	《江湖奇俠》

1966	《大醉俠》

1967	 《七俠五義》、《蒙面大俠》、《鐵頭皇帝》、《連鎖》

1968	《明日之歌》、《奪寶奇譚》

1981	《雲且留住》、《燃燒零點七度》、《雪亮的一刀》（《博殺》）

1982	《浪子、名花、金光黨》、《烈日女蛙人》

### 電影編導作品
1969	《虎父虎子》、《翠屏山》、《十三妹》

1970	《百萬新娘》、《不要拋棄我》、《像霧又像花》、《三娘教子》

1971	 《說謊的丈夫》、《歌王歌后》、《十萬金山》、《落鷹峽》、《先生、太太、下女》

1972	《霸王拳》、《天王拳》、《馬素貞報兄仇》、《英雄膽》、《秋瑾》

1973	《盜皇陵》、《男子好漢》、《突破國際死亡線》、《馬蘭飛人》、《英雄本色》、《夜女郎》

1974	《虎辮子》、《吃人井》、《英烈千秋》、《少女奇譚》、《陰陽界》

1975	《盲女奇緣》（《盲女驚魂記》）、《欽差大臣》、《香港大保鏢》、《驚魂女王蜂》、《高升客棧》

1976	《金色影子》(《昨夜、今夜、明夜》)、《八百壯士》、《黑龍會》（《天津龍虎鬥》）、《陰陽有情天》、《驅魔女》、《最短的婚禮》、《國際大刺客》、《鐵血童子軍》

1977	《大腳娘子》

1978	《永恆的愛》、《小小世界妙妙妙》

1979	《我愛芳鄰》、《醉拳女刁手》、《樓上樓下》

1980	《碧血黃花》、《獵獅計畫》、《有我無敵》、《人比人氣死人》

1981	《辛亥雙十》、《能屈能伸大丈夫》

1982	《閻王的喜宴》

1985	《黑馬王子》

1986	《八‧二三炮戰》、《國父傳》上下集（僅完成上集）

1987	《旗正飄飄》

1988	《林投姐》

1989	《飛越陰陽界》、《嬰靈》、《天龍地虎》

1990	《水袖》

1993	《千人斬》、《將邪神劍》

## 外部連結
- 《八百壯士》導演丁善璽因病逝世 享年74歲（人民網）
- 丁善璽長眠三芝 明驥、張法鶴淚別 （聯合新聞網）
- 台灣電影筆記：丁善璽[永久]
- 丁善璽 追封終身成就獎 曾助林青霞封后 （蘋果日報）
- 追悼勞累終生的快手導演丁善璽
- 財團法人電影資料庫：丁善璽（页面存档备份，存于）
- 丁善璽在互联网电影资料库（IMDb）上的資料（英文）（英文）
- 在AllMovie上丁善璽的頁面（英文）
- 丁善璽在香港影庫上的簡介
- 丁善璽在豆瓣上的资料（简体中文）
- 丁善璽在时光网上的簡介（简体中文）
- 丁善璽在台灣電影網上的資料（繁體中文）